# كورنيليوس كوبر
كورنيليوس كوبر (بالإنجليزية: Cornelius Cooper)‏ هو لاعب كرة قدم أمريكية أمريكي، ولد في 10 يناير 1947.